# Clásica San Sebastián femenina
El Clásica San Sebastián femenina (oficialmente: Donostia San Sebastian Klasikoa) es una carrera ciclista femenina profesional de un día española que se disputa anualmente en San Sebastián y los alrededores de la provincia de Guipúzcoa en el País Vasco. Es la versión femenina de la carrera del mismo nombre.
La carrera fue creada en el año 2019 haciendo parte del Calendario UCI Femenino como competencia categoría 1.1, siendo promovida como competencia de categoría 1.Pro en 2020 en una edición cancelada debido a la pandemia de Covid-19 y retornando en 2021 como competencia de categoría 1.WWT formando parte del UCI WorldTour Femenino.

## Palmarés
| Año  | Ganador              | Segundo        | Tercero              |           |
| ---- | -------------------- | -------------- | -------------------- | --------- |
| 2019 | Lucy Kennedy         | Janneke Ensing | Pauliena Rooijakkers |           |
| 2020 | cancelada            | cancelada      | cancelada            | cancelada |
| 2021 | Annemiek van Vleuten | Ruth Winder    | Tatiana Guderzo      |           |

## Palmarés por países
| País         | Victorias |
| ------------ | --------- |
| Australia    | 1         |
| Países Bajos | 1         |